# Tobias Arlt

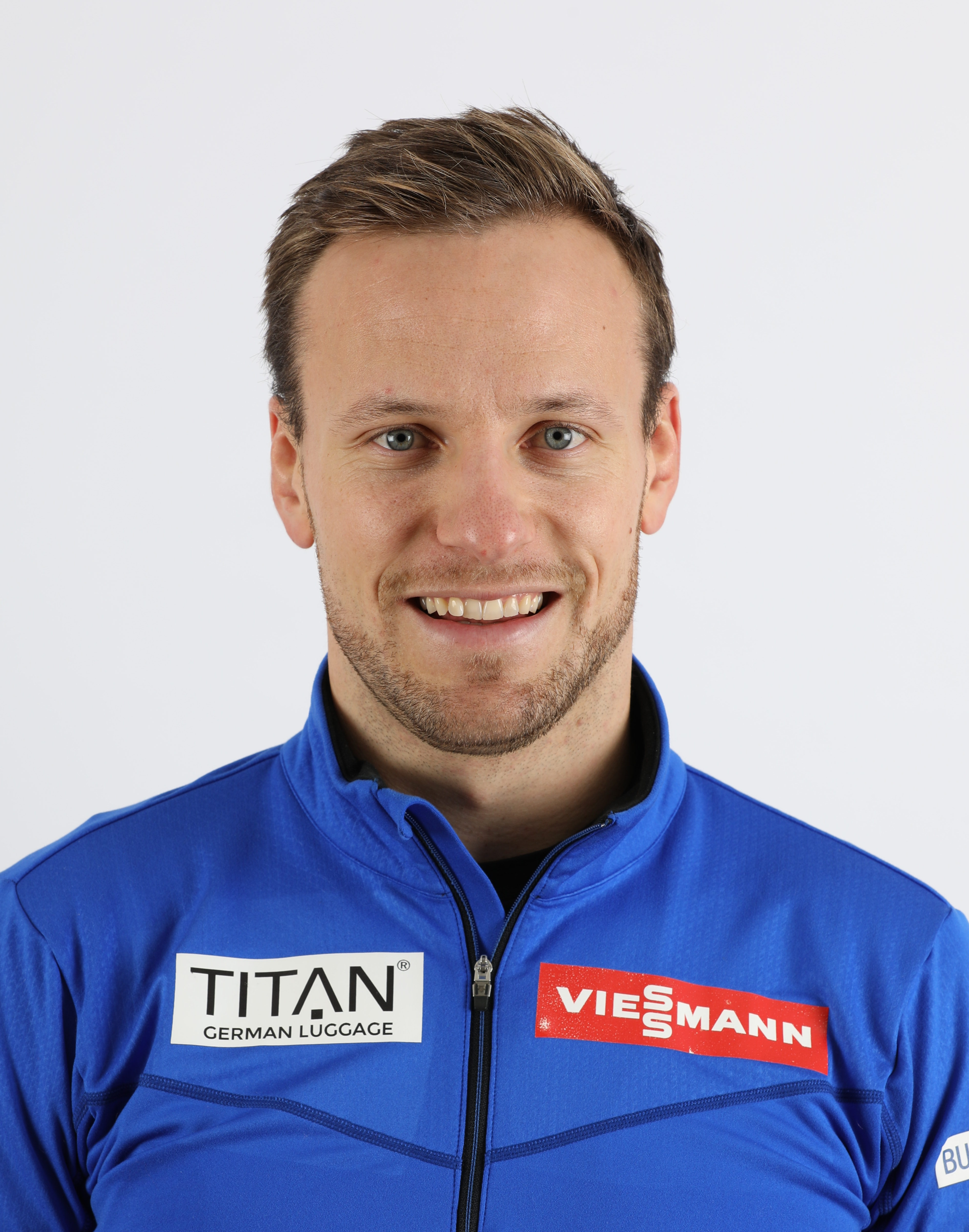
Tobias Arlt (2018)

Tobias Arlt (Berchtesgaden, 2 juni 1987) is een Duitse rodelaar. Hij won in 2008 samen met zijn landgenoot Tobias Wendl zilver op de wereldkampioenschappen rodelen 2008 in de categorie mannendubbel. Arlt won ook zilver en brons op de Europese kampioenschappen rodelen 2010, goud op de WK 2013, en twee olympische gouden medailles op de Olympische Winterspelen in Sotsji.

## Biografie
Arlt begon in 1991, op vierjarige leeftijd, met rodelen. Zijn internationale debuut maakte hij in 2006. Arlt en zijn rodelpartner voor de dubbel, Tobias Wendl, hebben verscheidene bijnamen, zoals The Bayern-Express en Two Tobis.
Op de wereldkampioenschappen rodelen 2008 in Oberhof, Duitsland, won Arlt in het mannendubbel een zilveren medaille samen met zijn rodelpartner Wendl. Op de Europese kampioenschappen rodelen 2010 in Sigulda, Letland, won hij een zilveren medaille in het mannendubbel en een bronzen medaille in de mixed-teamdiscipline. Op de wereldkampioenschappen rodelen 2013 in Whistler, Canada won hij een gouden medaille. In de laatste vier jaar zijn Arlt en Wendl drie keer op de eerste plek geëindigd in de Overall World Cup stand.
Arlt is politieman bij de Bundespolizei (Duitsland). Hij heeft met zijn vriendin één dochter.

### Olympische Spelen

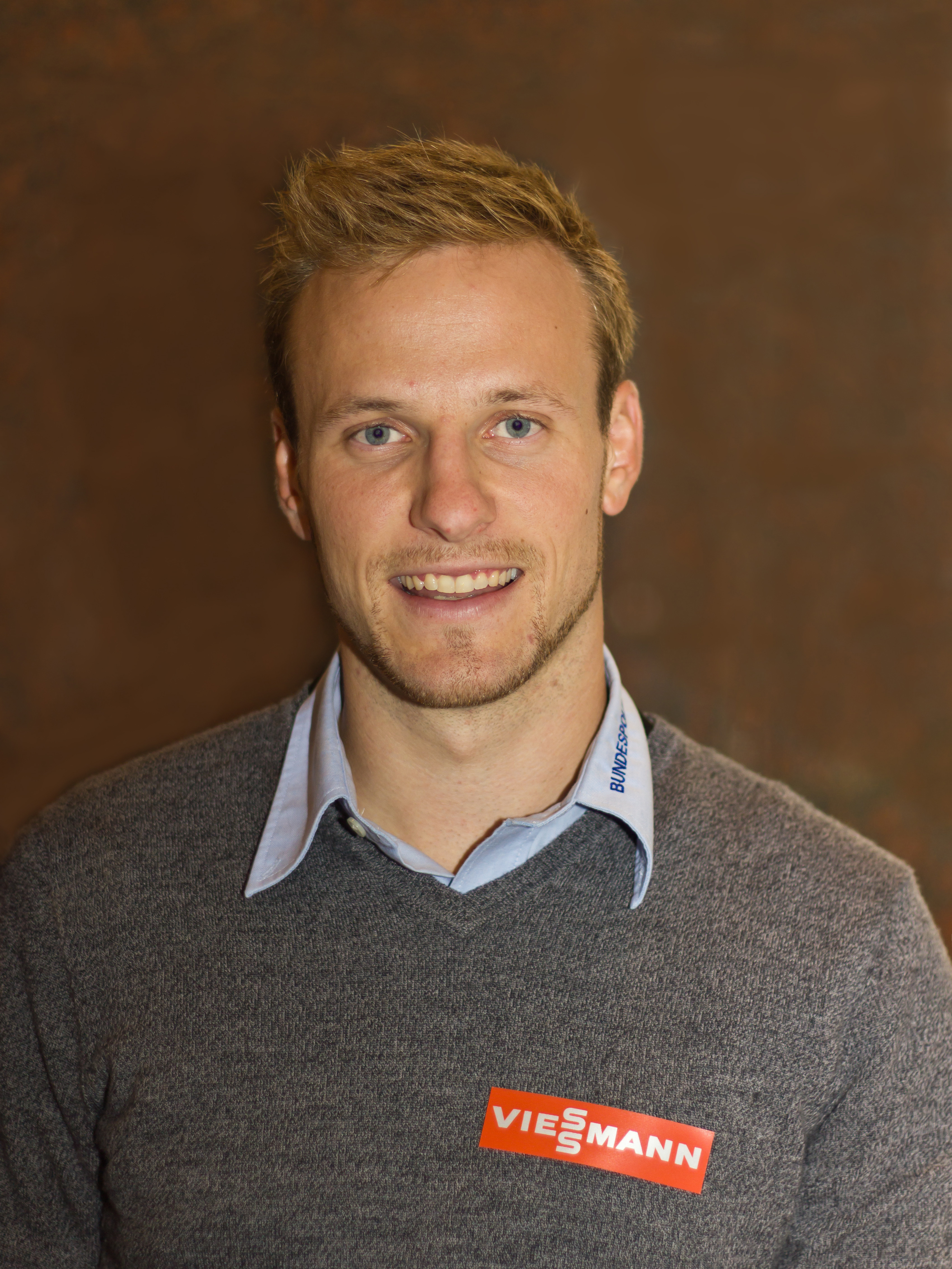
Tobias Arlt (2014)

Op zijn eerste Olympische Spelen in Sotsji wonnen Arlt en Wendl bij het rodelen in Sanki Sliding Track goud bij het mannendubbel in een tijd van 1 minuut en 38,933 seconden. Dit was een halve seconde sneller dan de Oostenrijkse rodelaars Andreas Linger en Wolfgang Linger. Dit was tevens de grootste marge ooit in het mannendubbel. In de eerste run zetten Arlt en Wendl een baanrecord neer van 49,373 seconden. Daarna won Arlt ook nog de ploegenachtervolging samen met Felix Loch, Natalie Geisenberger en Wendl. Zij wonnen in een tijd van 2 minuten en 45,649 seconden. Dit was één seconde sneller dan de winnaars van het zilver, Rusland.

## Prestaties

### Olympische Winterspelen
| Jaar | Plaats      | Resultaat          |
| ---- | ----------- | ------------------ |
| 2014 | Sotsji      | dubbel · estafette |
| 2018 | Pyeongchang | dubbel · estafette |
| 2022 | Beijing     | dubbel             |

1964: Josef Feistmantl / Manfred Stengl ·
1968: Klaus-Michael Bonsack / Thomas Köhler ·
1972: Paul Hildgartner / Walter Plaikner & Horst Hörnlein / Reinhard Bredow ·
1976: Hans Rinn / Norbert Hahn ·
1980: Hans Rinn / Norbert Hahn ·
1984: Hans Stanggassinger / Franz Wembacher ·
1988: Jörg Hoffmann / Jochen Pietzsch ·
1992: Stefan Krauße / Jan Behrendt ·
1994: Kurt Brugger / Wilfried Huber ·
1998: Stefan Krauße / Jan Behrendt ·
2002: Patric Leitner / Alexander Resch ·
2006: Andreas Linger / Wolfgang Linger ·
2010: Andreas Linger / Wolfgang Linger ·
2014: Tobias Wendl / Tobias Arlt ·
2018: Tobias Wendl / Tobias Arlt ·
2022: Tobias Wendl / Tobias Arlt
2014: Geisenberger/Loch/Wendl/Arlt ·
2018: Geisenberger/Ludwig/Wendl/Arlt